# Budyně nad Ohří
Budyně nad Ohří é uma cidade checa localizada na região de Ústí nad Labem, distrito de Litoměřice.